# Harvey Cushing
Pour les articles homonymes, voir Cushing.
Williams Harvey Cushing (8 avril 1869  - 7 octobre 1939) est un neurochirurgien américain et un pionnier de la chirurgie du cerveau. Il est unanimement considéré comme le plus grand neurochirurgien du XXe siècle et souvent désigné, avec Ernest Sachs, comme le « père de la neurochirurgie moderne ».

## Biographie

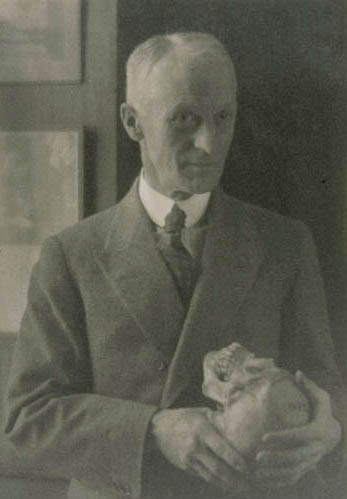
Cushing, par Doris Ulmann, 1920

Cushing est né à Cleveland dans l’Ohio, son père, Kirke Cushing, était médecin ; sa mère se nommait Bessie Williams. Il était le plus jeune des dix enfants du couple. Cushing est diplômé de Yale, où il a été membre des  Scroll and Key et des Delta Kappa Epsilon, a fait des études de médecine à la Harvard Medical School et a obtenu son diplôme en 1895. Il a terminé son stage au Massachusetts General Hospital et a ensuite entrepris des études de chirurgie sous la direction d'un célèbre chirurgien, William Halsted, à l’hôpital Johns-Hopkins de Baltimore, dans le Maryland. Au cours de sa carrière médicale il fut chirurgien à l’Hôpital Johns-Hopkins, au Peter Bent Brigham Hospital de Boston  et professeur de chirurgie à la Harvard Medical School. À partir 1933 et jusqu'à sa mort, il a travaillé à la Yale University School of Medicine. Il a servi dans l'US Army Medical Corps comme chirurgien du corps expéditionnaire américain en Europe au cours de la Première Guerre mondiale.
Il a épousé Katharine Stone Crowell le 10 juin 1902. Ils ont eu cinq enfants : William Harvey Cushing, Marie Benoît Cushing (qui épousa Vincent Astor et le peintre James Whitney Fosburgh), Betsey Cushing (qui épousa successivement James Roosevelt et John Hay Whitney), Henry Kirke Cushing et Barbara Cushing, qui épousa Stanley Grafton Mortimer et William S. Paley.

## Œuvre
Au début du XXe siècle, il a développé un grand nombre des techniques chirurgicales qu’il fallait maîtriser pour opérer le cerveau, ce qui lui a valu la réputation d’un expert dans ce domaine. Le 21 février 1902, il devient le premier chirurgien américain à opérer une tumeur du cerveau.
Sous son influence la neurochirurgie est devenue une discipline à part entière de la chirurgie. 

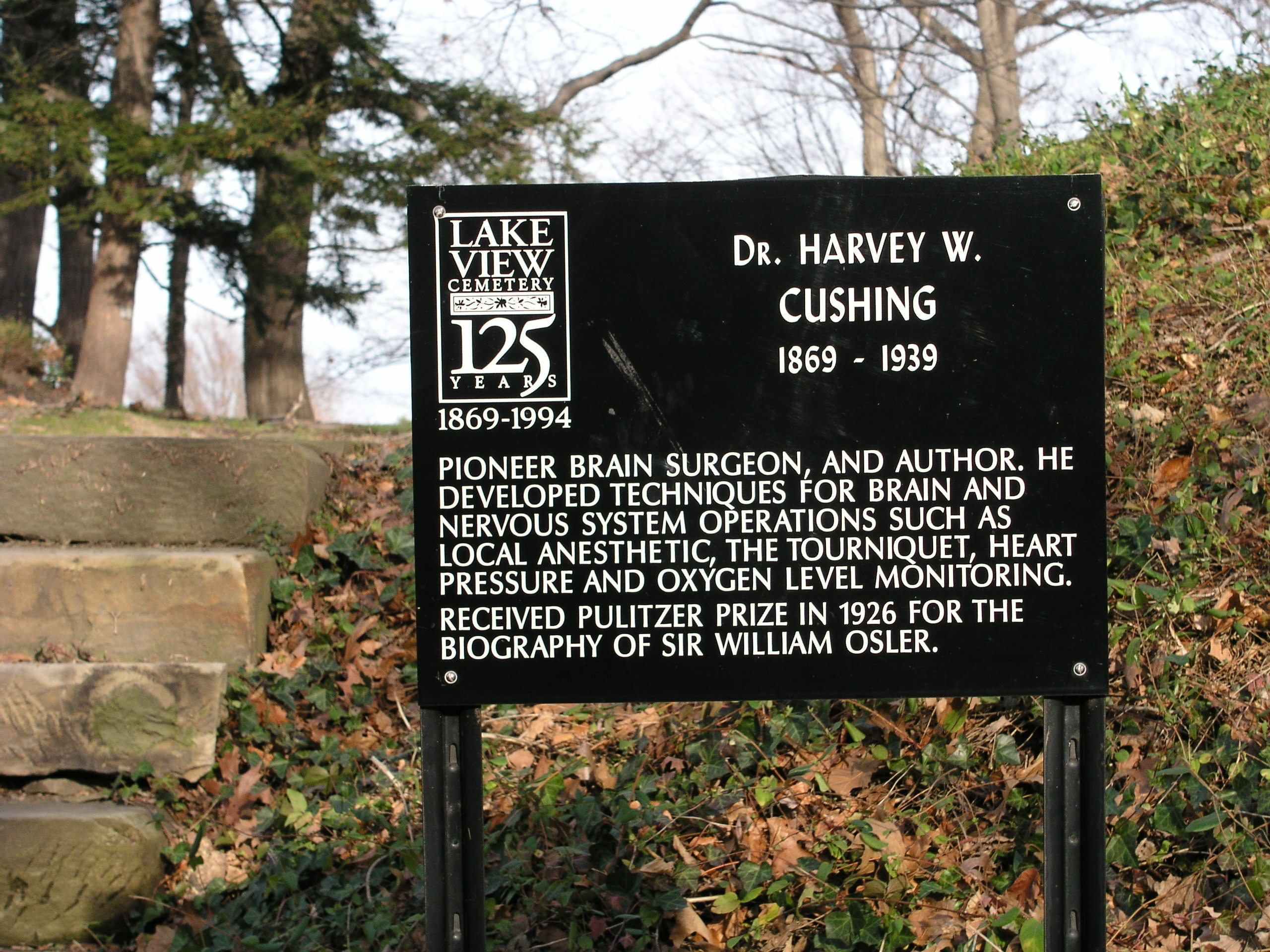
Panneau commémoratif à Lake View Cemetery

- Il a considérablement amélioré la survie des patients après des opérations difficiles de tumeurs intracrâniennes.
- Il a utilisé les rayons X pour le diagnostic des tumeurs cérébrales.
- Il a utilisé des stimuli électriques pour l'étude des aires sensorielles du cortex cérébral chez l'homme.
- Il a joué un rôle central dans le développement du bistouri électrique avec un physicien, WT Bovie.
- Il a été la référence mondiale pour les enseignants en neurochirurgie pendant les premières décennies du XXe siècle.

Le nom Cushing est communément associé à sa plus célèbre découverte – la maladie de Cushing. En 1912, il a rapporté un syndrome endocrinologique provoqué par un mauvais fonctionnement de la glande pituitaire qu'il a appelé syndrome polyglandulaire. Il a publié ses conclusions en 1932, sous le titre de The Basophil Adenomas of the Pituitary Body and Their Clinical Manifestations pituitary Basophilism (« Les adénomes hypophysaires basophiles  et leurs manifestations cliniques »). Cushing a également reçu le prix Pulitzer en 1926 pour une biographie de l'un des pères de la médecine moderne : Sir William Osler.
Il est mort en 1939 à New Haven dans le Connecticut  d'un infarctus du myocarde, et a été inhumé au cimetière du lac à Cleveland.

## La bibliothèque médicale Harvey Cushing/John Hay Whitney
La bibliothèque médicale Harvey Cushing/John Hay Whitney à l’université Yale contient d’importantes collections dans le domaine de la médecine et de l'histoire de la médecine. En 2005, la bibliothèque a mis en ligne une partie de sa collection, y compris la Collection de Peter Parker, qui se compose d'une collection de portraits et de 83 gravures du milieu du XIXe siècle, des peintures à l'huile, œuvres de l'artiste Chinois Lam Qua, portraits de patients atteints de tumeur, et une biographie de Harvey Cushing par John F. Fulton.